# NCKAP1
NCKAP1‏ (NCK associated protein 1) هوَ بروتين يُشَفر بواسطة جين NCKAP1 في الإنسان.

## التفاعل
لقد ثبت أن NCKAP1 يتفاعل مع RAC1 و ABI1.